# Список замков Японии

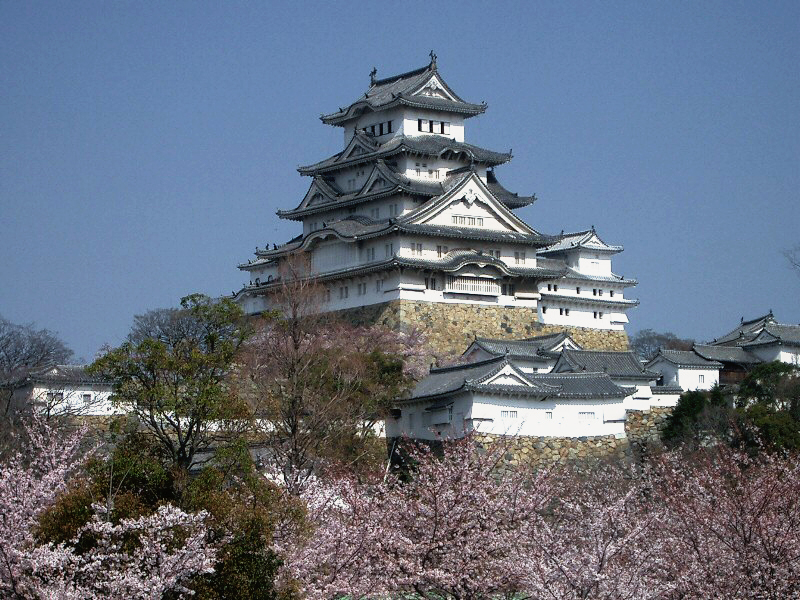
Замок Химэдзи

В список включены замки, находящиеся на территории Японии, отсортированные по префектурам. Список является открытым.

## Айти
- Замок Инуяма (1537)

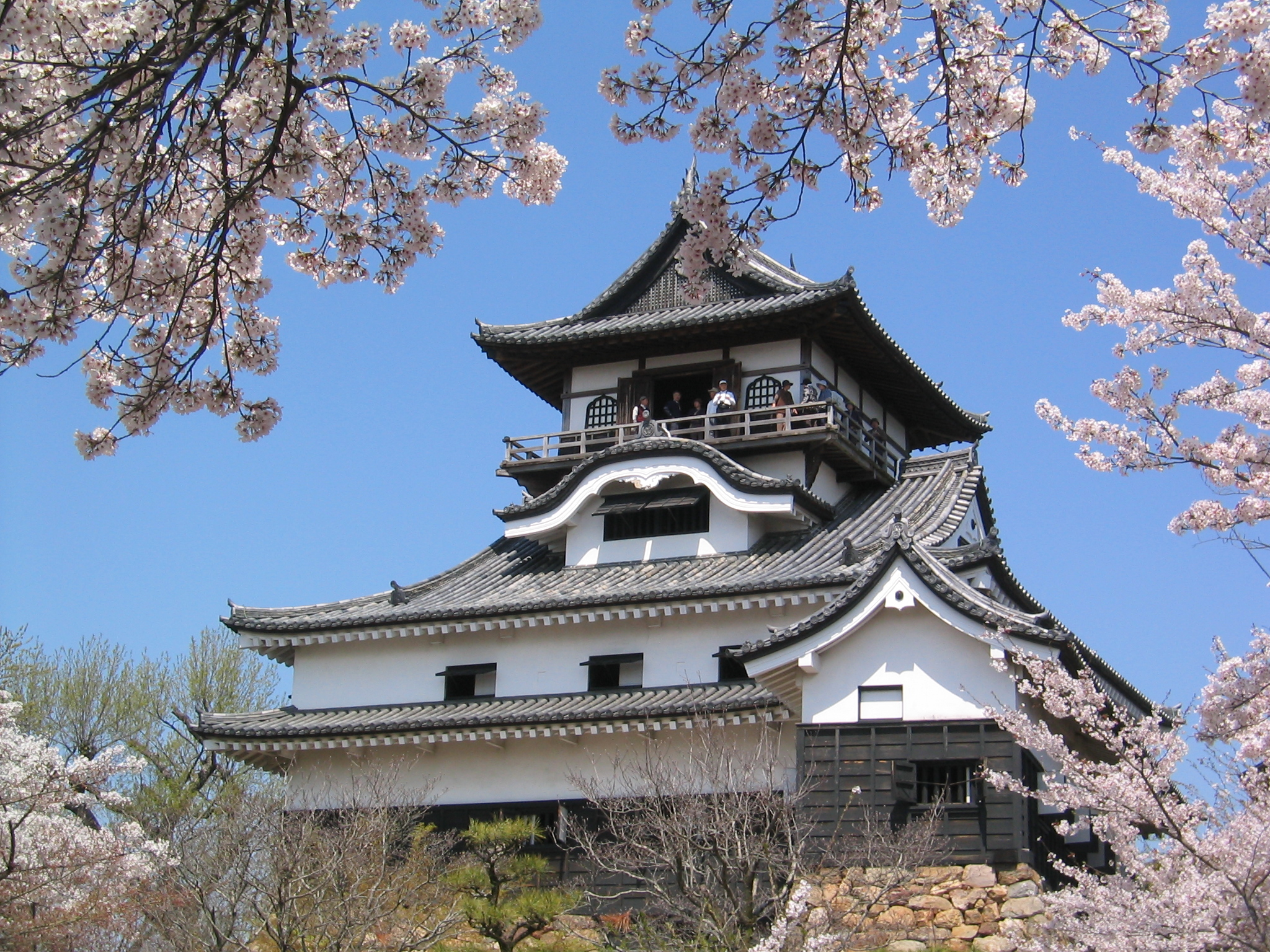
Замок Инуяма

- Замок Киёсу (Киёсу, между 1394 и 1427)
- Замок Комакияма (Комаки)
- † Замок Нагасино
- Замок Нагоя (1612)
- Замок Окадзаки (Окадзаки, 1542)

## Акита
- † Замок Акита (Акита, построен в VII веке)
- Замок Одатэ

## Аомори
- Замок Исикава
- Замок Хиросаки

## Вакаяма
- Замок Вакаяма (Вакаяма)

## Гифу

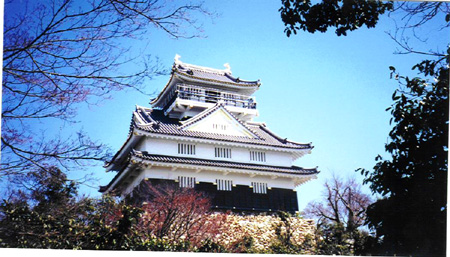
Замок Гифу

- Замок Гифу (1201)
- Замок Ивамура
- Замок Огаки
- Замок Такаяма

## Гумма
- Замок Канаяма (Ота, 1469)
- Замок Такасаки
- Замок Татебаяси

## Ибараки
- Замок Мито (Мито)
- Замок Цутиура (Цутиура)

## Иватэ
- Замок Мориока (Мориока, 1592)

## Исикава

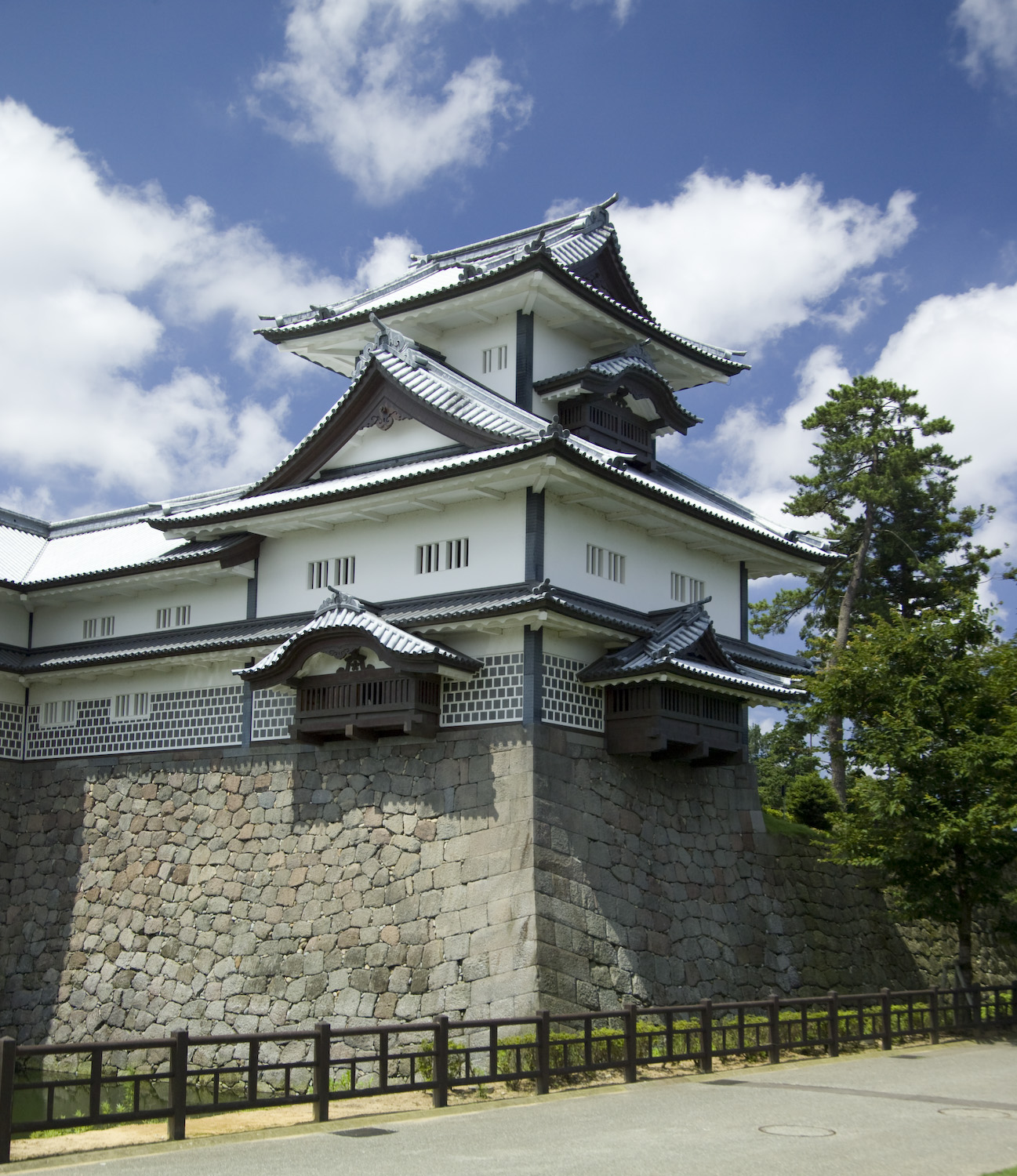
Замок Канадзава

- Замок Канадзава
- Замок Нанао

## Кагава
- Замок Маругамэ
- Замок Такамацу

## Кагосима
- Замок Цурумару (другое название — Замок Кагосима)

## Канагава
- Замок Одавара (Одавара, 1495)

## Киото
- Замок Нидзё (Киото, 1603)
- Замок Фукутияма (Фукутияма)

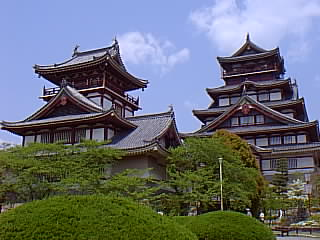
Замок Фусими

- Замок Фусими (другое название — замок Момояма)

## Коти
- Замок Коти (1603)

## Кумамото
- Замок Кумамото

## Миэ
- Замок Ига Уэно (1585)
- Замок Кувана

## Мияги
- Замок Аоба, другое название — замок Сэндай (Сэндай)
- Замок Сироиси (1591)

## Миядзаки
- Замок Айя

## Нагано

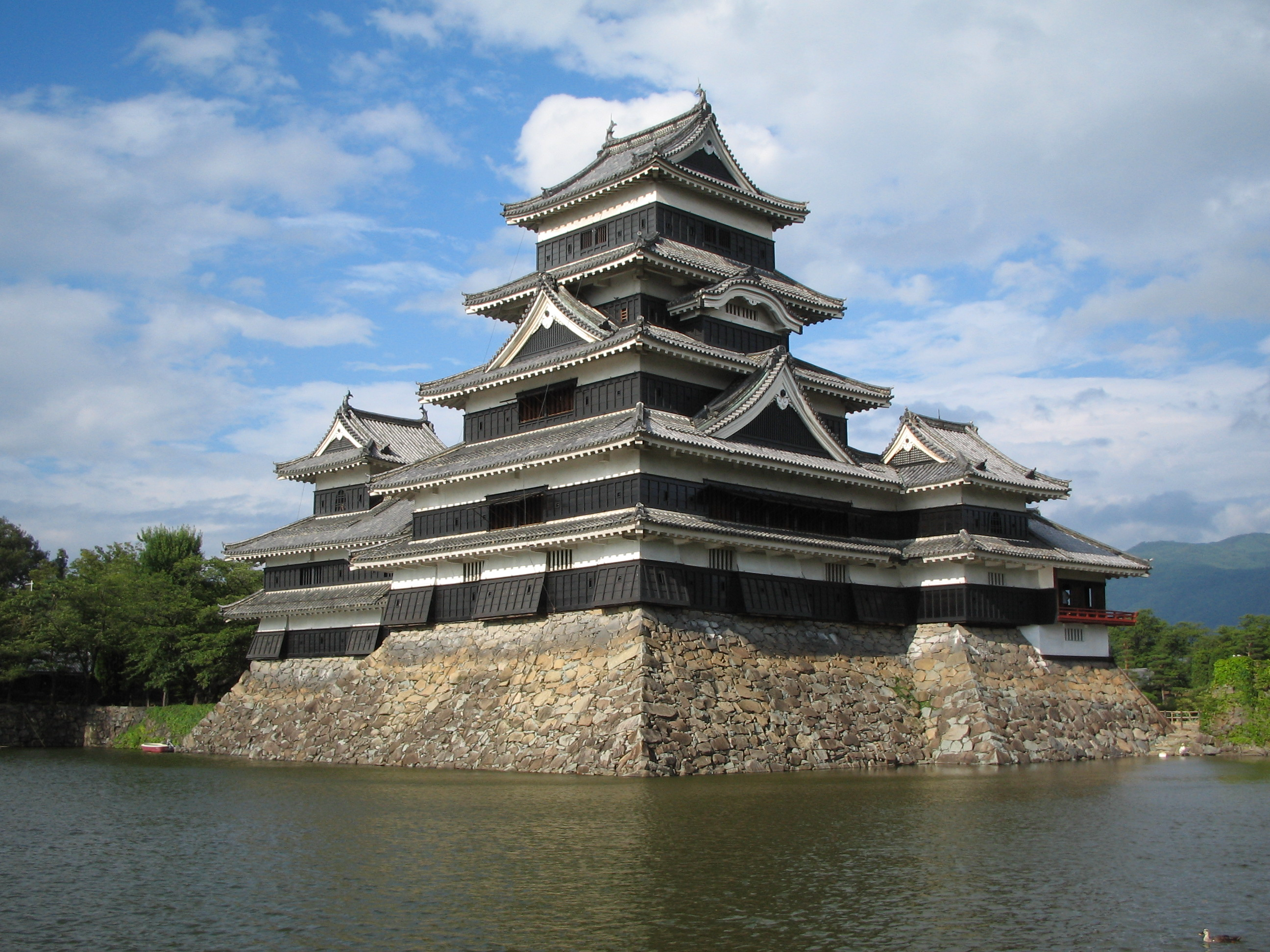
Замок Мацумото

- Замок Мацумото (1594)
- Замок Уэда (Уэда)
- Замок Такасима (г.Сува, 1598 г.)

## Нагасаки

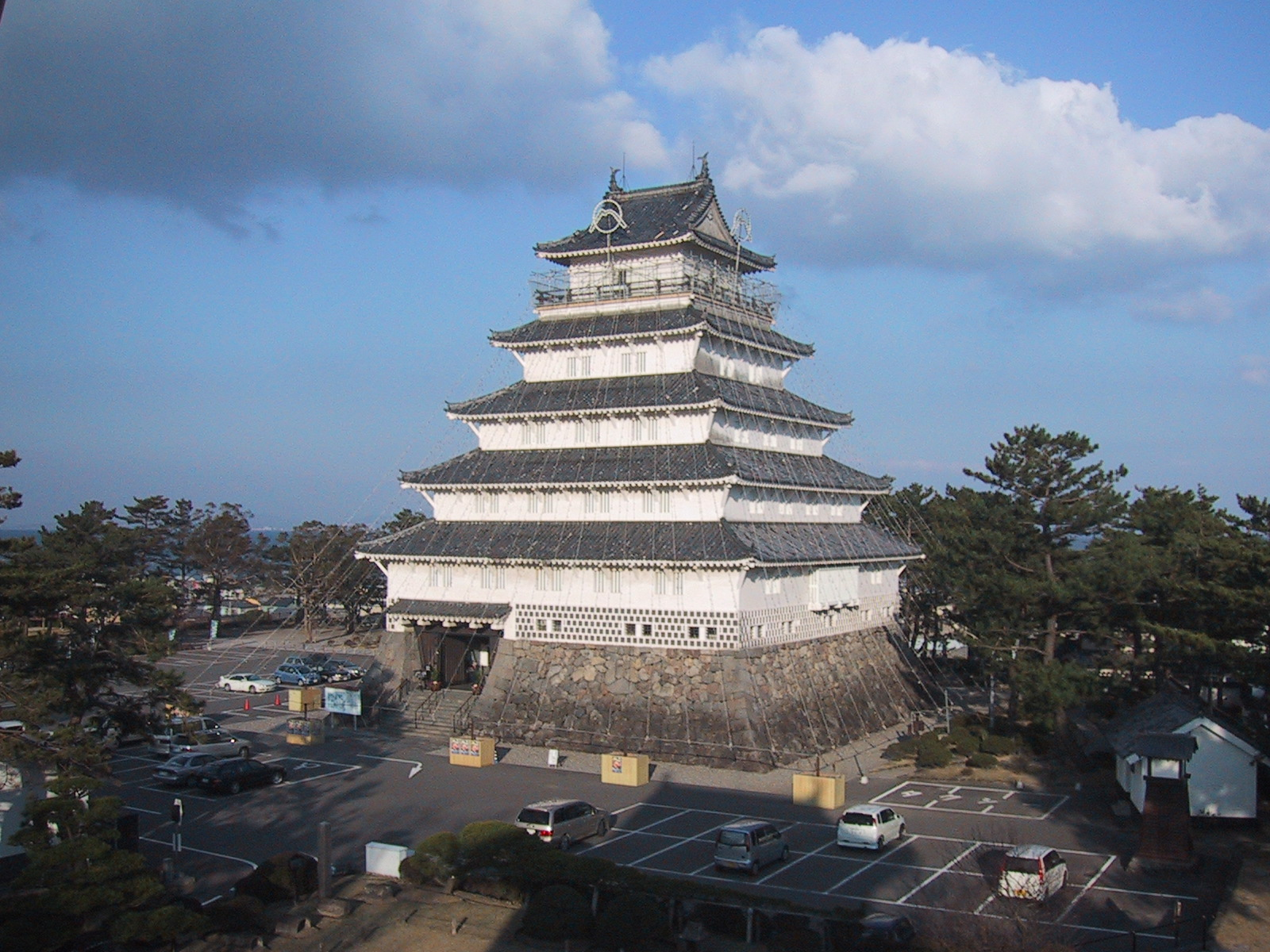
Замок Симабара

- Замок Хирадо (Хирадо, 1599 год)
- Замок Симабара

## Нара
- Замок Такатори (Такатори)

## Ниигата
- † Замок Касугаяма (Дзёэцу)
- Замок Сибата (Сибата)
- Замок Такада (1614)

## Оита
- Замок Накацу (Накацу)
- Замок Фунаи (Оита)

## Окаяма
- Замок Биттю-Мацуяма (Такахаси, 1683)
- Замок Окаяма

## Окинава
- † Замок Накагусуку
- Замок Сюри

## Осака

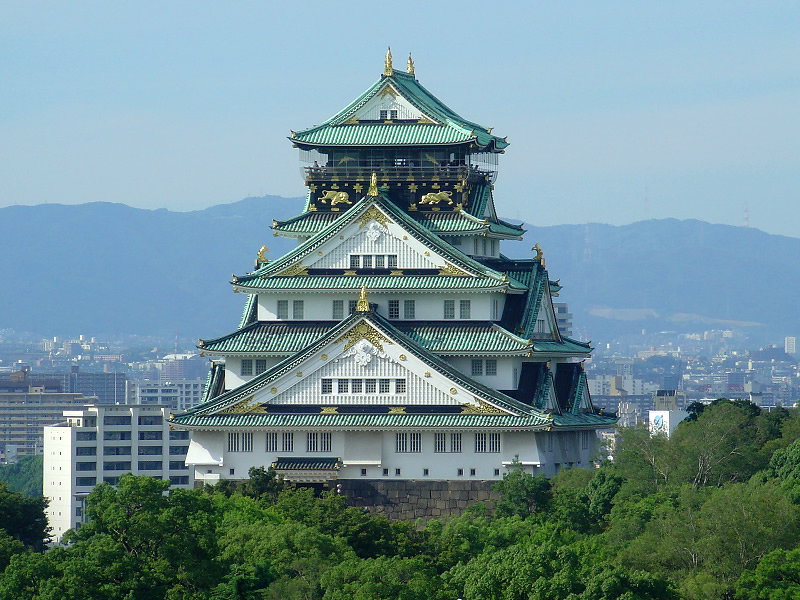
Замок в Осаке

- Замок в Осаке
- † Замок Тихая

## Сага
- Замок Сага (Сага)

## Сайтама
- Замок Ивацуки
- Замок Оси
- Замок Хатигата

## Сига

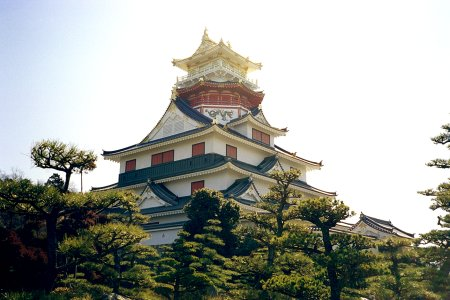
Замок Адзути

- † Замок Адзути (построен в 1576 году, разрушен в 1582 году)
- Замок Нагахама (1575)
- Замок Хиконэ (1603)

## Сидзуока
- Замок Какэгава (Какэгава, построен в период между 1568 и 1600 годами)
- Замок Хамамацу (Хамамацу, 1570)

## Симане

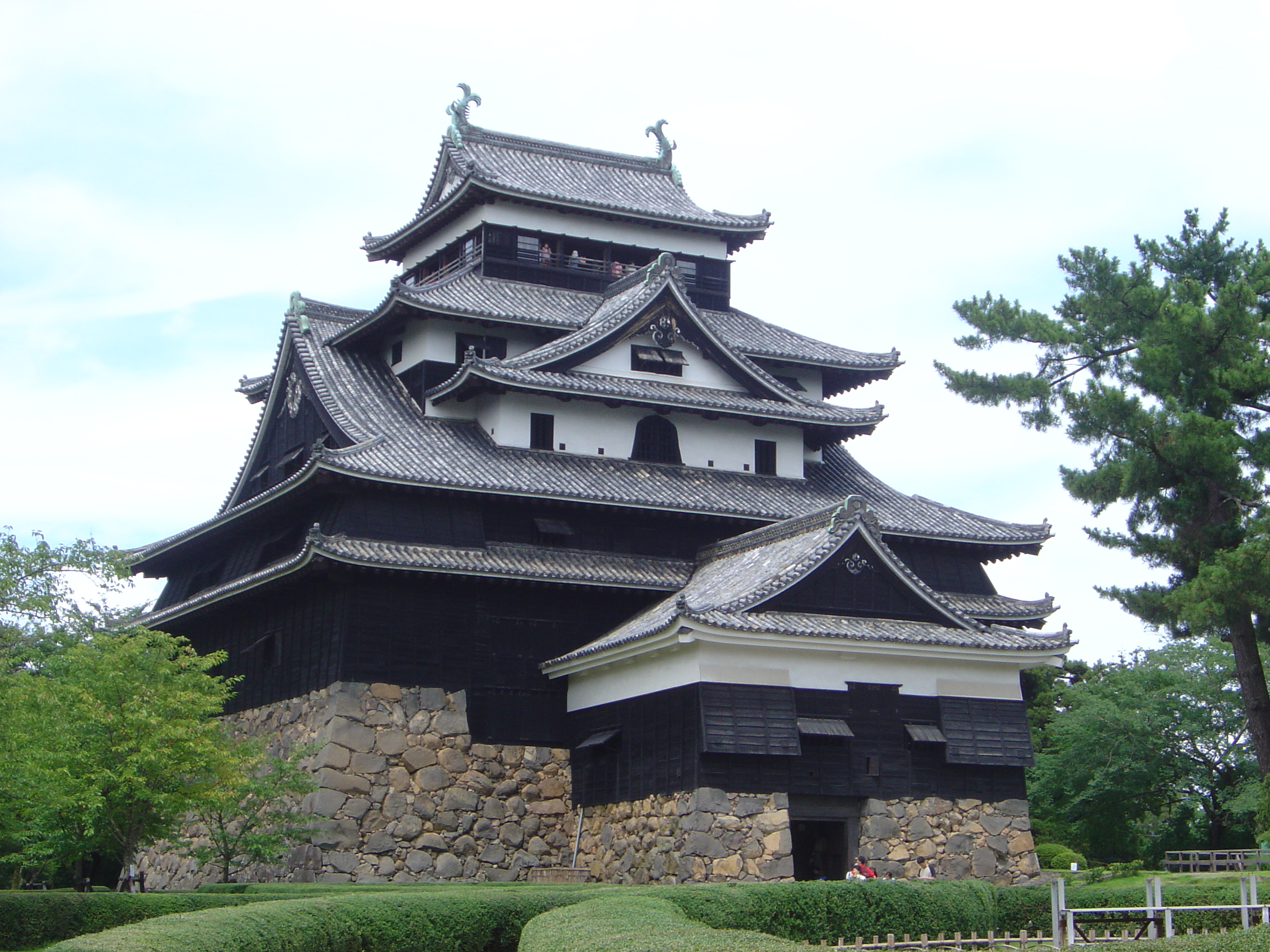
Замок Мацуэ

- Замок Мацуэ (Мацуэ, 1607—1611)
- † Замок Цувано

## Тиба
- Замок Курури (Кумицу, 1540)
- Замок Сакура (Сакура)

## Токио
- Замок Хатиодзи (Хатиодзи, Токио, 1570)
- Замок Эдо (1457)

## Токусима
- Замок Кавасима
- Замок Токусима

## Тотиги
- Замок Уцуномия

## Тоттори
- Замок Тоттори (Тоттори), руины
- Замок Сикано (Тоттори), руины

## Тояма
- Замок Тояма (Тояма)

## Фукуи

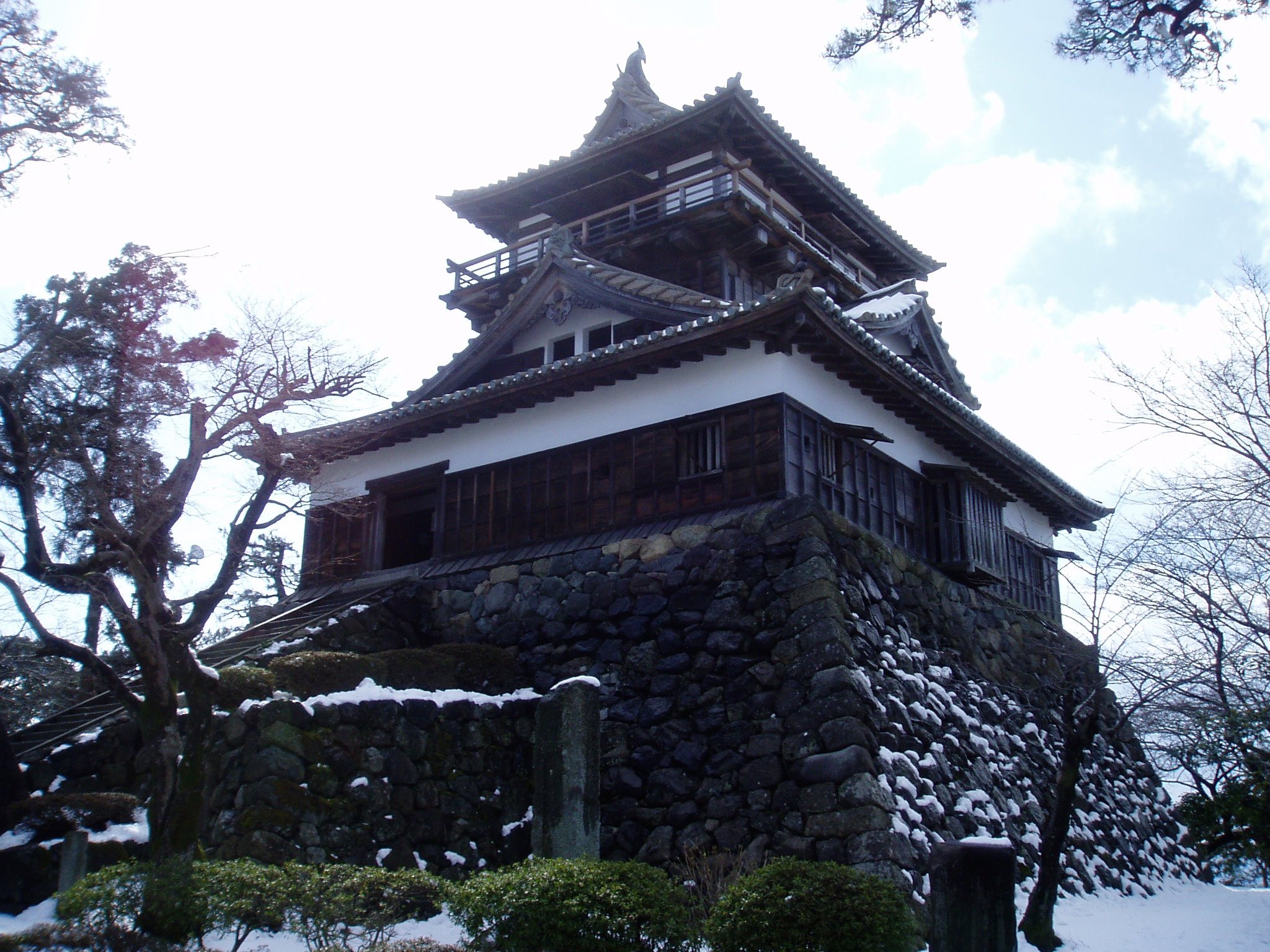
Замок Маруока

- Замок Итидзёдани (Фукуи, построен в конце XIV века)
- Замок Маруока (1576)

## Фукуока
- Замок Кокура (Китакюсю, 1602)
- Замок Фукуока

## Фукусима
- Замок Вакамацу (Айдзувакамацу, 1384)
- Замок Нихонмацу (Нихонмацу, 1394—1427)
- Замок Сиракава (Сиракава)

## Хиросима

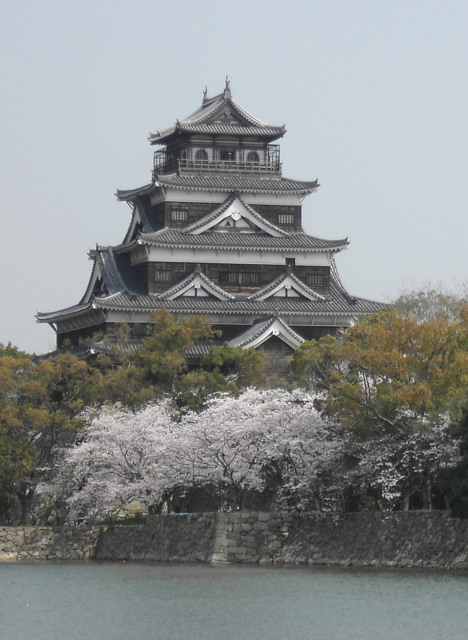
Замок Хиросима

- † Замок Ёсида-Коорияма (построен в 1336, разрушен в 1637)
- † Замок Кагамияма (Хигасихиросима)
- Замок Ономити (Ономити)
- Замок Томо
- Замок Хиросима
- Замок Фукуяма

## Хёго
- Замок Акаси (Акаси)
- Замок Химэдзи

## Хоккайдо
- Замок Горёкаку (другое название — Крепость Горёкаку)
- Замок Мацумаэ (Мацумаэ, 1849)

## Эхимэ
- Замок Имабари (Имабари, 1604)
- Замок Мацуяма (1603)
- Замок Одзу (Одзу)
- Замок Увадзима

## Ямагата
- Замок Каминояма (1535)

## Ямагути
- Замок Ивакуни (Ивакуни, построен в период с 1601 по 1608 год)
- Замок Хаги (Хаги, 1604)